# Alexandre Arkadievitch Migdal
Alexander Arkadyevich Migdal (russe : Александр Арка́дьевич Мигдал, né le 22 juillet 1945) est un physicien et entrepreneur russo-américain. Il a travaillé pour l'Institut Landau, l'Institut de recherche spatiale de l'Académie des sciences de Russie, l'université de Princeton, ViewPoint Corp, Magic Works LLC, et Migdal Research LLC.